# Günther Sembdner
Günther Sembdner (* 21. April 1931; † 12. Februar 2009) war ein deutscher Biologe.

## Leben
Der Diplom-Biologe Sembdner promovierte 1962 an der TU Dresden zum Doktor der Naturwissenschaften (Dr. rer. nat.). Seine Dissertation beschäftigte sich mit Reaktionen von Pflanzen auf Befall durch den Kartoffelfadenwurm Heterodera rostochiensis. 1970 habilitierte er sich in Halle mit der Schrift „Vorkommen, Stoffwechsel und biologische Wirksamkeit von Gibberellinen“.
Sembdner arbeitete als Biologe im Institut für Kulturpflanzenforschung in Gatersleben, und später im Institut für Biochemie der Pflanzen in Halle (Saale) der Akademie der Wissenschaften der DDR, dem jetzigen Leibniz-Institut für Pflanzenbiochemie. Sein Hauptarbeitsfeld war neben den pflanzlichen Naturstoffen die Beschäftigung mit pflanzlichen Hormonen (Gibberellinen, Abscisinsäure, Cytokininen, Jasmonaten) und synthetischen Wachstumsregulatoren. Im Rahmen dieser Untersuchungen wurde unter seiner Anleitung das erste Gibberellinkonjugat – GA8-2-O-glucosid – aus Feuerbohnen (Phaseolus coccineus L.) isoliert.[1]